# Seal (zanger)
Seal, artiestennaam van Seal Henry Olusegun Olumide Adeola Samuel (Paddington, 19 februari 1963), is een Britse zanger. Zijn muziekgenre varieert van soul en pop tot rap en rock. Hij werd in 1990 internationaal bekend door de hit Killer van Adamski, waarop hij de zang verzorgde. Daarna scoorde hij wereldwijde hits met nummers als Crazy (1991) en Kiss from a rose (1995).
Seal was van 2005 tot 2012 getrouwd met het Duitse topmodel Heidi Klum.

## Biografie

### Jonge jaren
Seal is geboren in Londen. Zijn moeder was een Nigeriaanse immigrant, zijn vader een immigrant uit Brazilië. Tot zijn vierde jaar leefde Seal niet bij zijn biologische ouders. Hij werd opgenomen in een blank pleeggezin, net onder Londen. Later is hij in een bekende Amerikaanse televisieshow met zijn jongste "zuster" uit dat gezin herenigd. Na zijn jaren bij dit gezin, kwam hij bij zijn moeder terecht, daarna bij zijn vader. Op zijn 15de verliet hij het huis en leefde twee jaar dakloos. Als kind kreeg hij de ziekte lupus erythematodes, waardoor zijn gezicht onder de littekens kwam te zitten. Na zijn middelbare school studeerde hij architectuur en volgde hij een opleiding tot ingenieur.

### Jaren 90
Seals muzikale carrière begon in 1989, toen hij een demo-opname uitbracht. In 1990 verzorgde hij de zang op de single Killer van Adamski, dat een nummer 1-hit werd in onder meer Vlaanderen en het Verenigd Koninkrijk. Daarna nam Seal zijn eerste solo-album op met de singles Crazy (dat in Nederland de nummer 1-positie behaalde), Future love paradise en The beginning.
Na deze successen verhuisde Seal naar Los Angeles en schoor hij bij wijze van nieuwe start zijn dreadlocks af. In 1994 kwam zijn tweede album uit met als eerste single Prayer for the dying. De tweede single Kiss from a rose maakte in eerste instantie weinig indruk, maar werd een jaar later alsnog een grote hit als liefdesthema van de film Batman Forever. Het nummer verscheen dan ook op de soundtrack van deze film.
In 1996 scoorde Seal een hit met de cover Fly like an eagle, oorspronkelijk een nummer van de Steve Miller Band. Hij nam deze versie op voor de soundtrack van de film Space Jam.

### Jaren 00
In 2005 bracht hij het album Live in Paris uit, een registratie van een liveoptreden in Parijs. In november 2007 verscheen het album System. Daar waar alle vorige albums waren geproduceerd door Trevor Horn, verzorgde Stuart Price de productie van dit album, waarop Seal terugkeert naar zijn dance-roots.
Mede omdat System minder succesvol was, kwam er vrij snel een album met soulcovers achteraan: Soul.

### Jaren 10
Na nog een hitcompilatie en een nieuw album met eigen werk (Commitment uit 2010) verscheen in november 2011 Soul 2.
In 2012 scheidde Seal van het topmodel Heidi Klum, met wie hij zeven jaar getrouwd was en drie kinderen kreeg; twee zoons en een dochter. Hij adopteerde tevens Klums dochter.
In 2016 was Seal in de Amerikaanse versie van The Passion te zien als Pontius Pilatus.
Ondertussen verruilde Seal de ene platenmaatschappij (Warner) voor de andere (Universal), waarop hij in november 2017 zijn achtste album uitbracht en tevens zijn vierde met een titel. Standards bevat covers van jazz- en swingklassiekers. Seal was eigenlijk van plan om alleen nog maar singles uit te brengen, maar omschreef Standards als "het album dat ik altijd heb willen maken".
In 2019 deed Seal mee aan de Amerikaanse versie van The Masked Singer.

## Discografie

### Albums
| Album met eventuele hitnotering(en) in de Nederlandse Album Top 100 | Datum van verschijnen | Datum van binnenkomst | Hoogste positie | Aantal weken | Opmerkingen   |
| ------------------------------------------------------------------- | --------------------- | --------------------- | --------------- | ------------ | ------------- |
| Seal                                                                | 1991                  | 01-06-1991            | 3               | 39           |               |
| Seal II                                                             | 1994                  | 04-06-1994            | 4               | 56           |               |
| Human Beings                                                        | 1998                  | 28-11-1998            | 22              | 13           |               |
| Seal IV                                                             | 2003                  | 20-09-2003            | 7               | 23           |               |
| Best of 1991-2004                                                   | 2004                  | 13-11-2004            | 21              | 19           |               |
| Live in Paris                                                       | 2005                  | -                     |                 |              | Livealbum     |
| System                                                              | 2007                  | 17-11-2007            | 42              | 14           |               |
| Soul                                                                | 2008                  | 08-11-2008            | 6               | 44           |               |
| Soul Live                                                           | 19-06-2009            | 27-06-2009            | 82              | 3            | Livealbum     |
| Hits                                                                | 27-11-2009            | 05-12-2009            | 20              | 11           | Verzamelalbum |
| 6 - Commitment                                                      | 17-09-2010            | 25-09-2010            | 19              | 6            |               |
| Soul 2                                                              | 04-11-2011            | 12-11-2011            | 25              | 13           |               |
| 7                                                                   | 06-11-2015            | 14-11-2015            | 7               | 7            |               |
| Standards                                                           | 10-11-2017            | 18-11-2017            | 88              | 1            |               |

| Album met hitnotering(en) in de Vlaamse Ultratop 200 albums | Datum van verschijnen | Datum van binnenkomst | Hoogste positie | Aantal weken | Opmerkingen   |
| ----------------------------------------------------------- | --------------------- | --------------------- | --------------- | ------------ | ------------- |
| Seal IV                                                     | 2003                  | 04-10-2003            | 37              | 12           |               |
| Best of 1991-2004                                           | 2004                  | 20-11-2004            | 16              | 21           |               |
| Live in Paris                                               | 2005                  | 11-06-2005            | 91              | 1            |               |
| System                                                      | 2007                  | 01-12-2007            | 56              | 16           |               |
| Soul                                                        | 2008                  | 15-11-2008            | 2               | 40           | 2x Platina    |
| Soul Live                                                   | 2009                  | 04-07-2009            | 29              | 9            | Livealbum     |
| Hits                                                        | 2009                  | 05-12-2009            | 39              | 17           | Verzamelalbum |
| 6 - Commitment                                              | 2010                  | 25-09-2010            | 25              | 6            |               |
| Soul 2                                                      | 2011                  | 12-11-2011            | 9               | 17           | Goud          |
| 7                                                           | 2015                  | 14-11-2015            | 23              | 11           |               |
| Standards                                                   | 2017                  | 18-11-2017            | 18              | 11           |               |

### Singles
| Single met eventuele hitnotering(en) in de Nederlandse Top 40 | Datum van verschijnen | Datum van binnenkomst | Hoogste positie | Aantal weken | Opmerkingen                                                   |
| ------------------------------------------------------------- | --------------------- | --------------------- | --------------- | ------------ | ------------------------------------------------------------- |
| Killer                                                        | 1990                  | 07-07-1990            | 2               | 12           | met Adamski / Nr. 2 in de Nationale Top 100                   |
| Crazy                                                         | 1990                  | 19-01-1991            | 1(3wk)          | 14           | Nr. 1 in de Nationale Top 100                                 |
| Future Love Paradise                                          | 1991                  | 04-05-1991            | 6               | 8            | Nr. 10 in de Nationale Top 100 / Veronica Alarmschijf Radio 3 |
| The Beginning                                                 | 1991                  | 03-08-1991            | 10              | 7            | Nr. 16 in de Nationale Top 100                                |
| Killer... On the Loose                                        | 1991                  | -                     |                 |              | Nr. 75 in de Nationale Top 100                                |
| Prayer for the Dying                                          | 1994                  | 21-05-1994            | tip3            | -            | Nr. 40 in de Mega Top 50                                      |
| Kiss from a Rose                                              | 18-07-1994            | 13-08-1994            | tip3            | -            |                                                               |
| Kiss from a Rose                                              | 06-06-1995            | 19-08-1995            | 4               | 12           | Nr. 3 in de Mega Top 50                                       |
| This Could Be Heaven                                          | 2001                  | 17-02-2001            | tip17           | -            | Nr. 88 in de Mega Top 100                                     |
| My Vision                                                     | 2002                  | 23-11-2002            | tip12           | -            | met Jakatta                                                   |
| Get It Together                                               | 2003                  | 13-09-2003            | tip15           | -            | Nr. 78 in de Mega Top 100                                     |
| Love's Divine                                                 | 2004                  | -                     |                 |              | Nr. 68 in de Single Top 100                                   |
| Amazing                                                       | 25-09-2007            | 27-10-2007            | tip3            | -            | Nr. 60 in de Single Top 100                                   |
| A Change Is Gonna Come                                        | 2008                  | -                     |                 |              | Nr. 38 in de Single Top 100                                   |
| Secret                                                        | 09-08-2010            | 18-08-2010            | tip18           | -            |                                                               |

| Single met hitnotering(en) in de Vlaamse Ultratop 50 | Datum van verschijnen | Datum van binnenkomst | Hoogste positie | Aantal weken | Opmerkingen                               |
| ---------------------------------------------------- | --------------------- | --------------------- | --------------- | ------------ | ----------------------------------------- |
| Killer                                               | 1990                  | 16-06-1990            | 1(1wk)          | 16           | met Adamski / Nr. 1 in de Radio 2 Top 30  |
| Crazy                                                | 1990                  | 09-02-1991            | 1(3wk)          | 14           | Nr. 1 in de Radio 2 Top 30                |
| Future Love Paradise                                 | 1991                  | 18-05-1991            | 16              | 11           | Nr. 14 in de Radio 2 Top 30               |
| The Beginning                                        | 1991                  | 24-08-1991            | 22              | 7            | Nr. 19 in de Radio 2 Top 30               |
| Prayer for the Dying                                 | 1994                  | 25-06-1994            | 33              | 2            | Nr. 29 in de Radio 2 Top 30               |
| Kiss from a Rose                                     | 1994                  | 30-09-1995            | 36              | 6            |                                           |
| Fly Like an Eagle                                    | 1997                  | 22-02-1997            | tip7            | -            |                                           |
| My Vision                                            | 2003                  | 25-01-2003            | 36              | 5            | met Jakatta / Nr. 27 in de Radio 2 Top 30 |
| Get It Together                                      | 2003                  | 04-10-2003            | 41              | 3            | Nr. 27 in de Radio 2 Top 30               |
| Love's Divine                                        | 2003                  | 22-11-2003            | tip10           | -            |                                           |
| Walk On By                                           | 2004                  | 06-11-2004            | tip8            | -            |                                           |
| Amazing                                              | 2007                  | 15-12-2007            | 14              | 17           | Nr. 4 in de Radio 2 Top 30                |
| A Change Is Gonna Come                               | 2008                  | 29-11-2008            | tip2            | -            | Nr. 9 in de Radio 2 Top 30                |
| Secret                                               | 2010                  | 11-09-2010            | tip6            | -            | Nr. 7 in de Radio 2 Top 30                |
| Let's Stay Together                                  | 10-10-2011            | 19-11-2011            | tip17           | -            | Nr. 8 in de Radio 2 Top 30                |
| Do You Ever                                          | 19-10-2015            | 02-01-2016            | tip             | -            |                                           |
| Killer (Re-rub)                                      | 29-04-2016            | 28-05-2016            | tip             | -            | met Patrolla & Adamski                    |
| Luck Be a Lady                                       | 15-09-2017            | 30-09-2017            | tip27           | -            |                                           |

### NPO Radio 2 Top 2000
| Nummers met noteringen in de NPO Radio 2 Top 2000 | '99 | '00 | '01 | '02 | '03 | '04 | '05 | '06 | '07  | '08 | '09  | '10 | '11  | '12  | '13  | '14  | '15 | '16  | '17  | '18  | '19  | '20  | '21  | '22  | '23  | '24  |
| ------------------------------------------------- | --- | --- | --- | --- | --- | --- | --- | --- | ---- | --- | ---- | --- | ---- | ---- | ---- | ---- | --- | ---- | ---- | ---- | ---- | ---- | ---- | ---- | ---- | ---- |
| Crazy                                             | 507 | -   | 968 | 512 | 501 | 784 | 903 | 977 | 1141 | 856 | 934  | 942 | 969  | 1064 | 868  | 812  | 821 | 915  | 938  | 1353 | 1409 | 1391 | 1462 | 1513 | 1468 | 1400 |
| Killer (met Adamski)                              | -   | -   | -   | -   | -   | -   | -   | -   | -    | -   | 1897 | -   | 1590 | 1658 | 1971 | 1957 | -   | 1938 | 1848 | -    | -    | -    | -    | -    | -    | -    |
| Kiss from a Rose                                  | 139 | 262 | 389 | 227 | 222 | 270 | 384 | 337 | 465  | 329 | 376  | 344 | 332  | 396  | 329  | 299  | 280 | 307  | 320  | 440  | 517  | 515  | 482  | 579  | 545  | 572  |

1. ↑  Een '-' betekent dat het nummer niet was genoteerd en een vetgedrukt getal geeft de hoogste notering van een nummer aan.

### Dvd's
| Dvd's met hitnoteringen in de Nederlandse Music Top 30 | Datum van verschijnen | Datum van binnenkomst | Hoogste positie | Aantal weken | Opmerkingen |
| ------------------------------------------------------ | --------------------- | --------------------- | --------------- | ------------ | ----------- |
| Live in Paris                                          | 2005                  | 04-06-2005            | 12              | 4            |             |